# Felipe Calvo y Calvo
Felipe Ángel Calvo y Calvo (Palencia, 2 de octubre de 1919-23 de noviembre de 1992) fue catedrático de química español.

## Biografía
Catedrático, doctor en Química Industrial por la Universidad de Madrid, y doctor en Metalurgia por la Universidad de Cambridge (Inglaterra), primer doctor español en esta universidad; catedrático y director del Departamento de Metalurgia en la Facultad de Ciencias Químicas de la Universidad Complutense, y profesor de Investigación del C.S.I.C.
Miembro de la Real Academia de Farmacia, fellow de la Institution of Metallurgist y del Welding Institute, Principal Scientific Officer en la British Welding Research Association desde 1959 y de la Real Academia de Ciencias Exactas, Físicas y Naturales.

Obtuvo el premio extraordinario por su doctorado en química industrial en la Universidad de Madrid, la Medalla de Oro de la Universidad Complutense, Medalla de Plata de la Universidad de Barcelona; fue nombrado hijo adoptivo de Alcalá de Henares, de cuya universidad fue presidente de la Comisión Gestora. También fue galardonado con el premio de la Deutscher Verband für Schweisstechnik en 1960, el premio Francisco Franco (individual) a la Investigación Técnica en 1966, el Premio Torrado Varela de la Asociación Técnica Española de Estudios Metalúrgicos en 1960.
También recibió una ayuda de investigación Fundación March (1962), ayuda de investigación Fundación Aguilar (1973) y la encomienda de la Orden Civil de Alfonso X el Sabio.
Fue consejero adjunto del C.S.I.C. y consejero de la Internacional Metallographic Society.
Fue senador en las legislaturas Tercera (15/07/1986 - 02/09/1989) y Cuarta (21/11/1989 - 13/04/1993).

## Publicaciones
Entre sus obras destacan:
- “Studies on Welding Metallurgy of Steels” (1961),
- “La España de los Metales” (1964),
- “La Metalurgia: Una disciplina olvidada” (1971),
- “Metalografía Práctica” (1972),
- “Cara y Cruz del Mercurio” (1974),
- “Una nueva hipótesis mineralogénetica sugerida por imágenes obtenidas en el SEM” (1975),
- “La génesis de los minerales, un desafío pendiente” (1979).